# 스티븐스-존슨 증후군
스티븐스-존슨 증후군(Stevens-Johnson syndrome)은 몇몇 피부병이 악화된 형태로 피부의 박탈을 초래하는 전신성의 질환이다. 화상과 거의 유사한 방법으로 치료한다.

## 발병률
희귀 질병으로서 매년 100만명당 1명이 발병한다.

## 원인
다형홍반을 E.M와 같은 것으로 보며, 다형홍반이 심해진 것으로 이해하고 있다. 알레르기 반응, 혹은 독성 물질이 일으키는 피부 혈관의 반응이다. 원인으로는 결핵, 디프테리아, 장티푸스, 폐렴 등의 세균과 바이러스, 곰팡이, 기생충, 약물, 예방 접종, 임신, 부패한 음식 등이 있다.

## 증상
고열, 두통, 권태감, 목, 입안의 통증, 관절통 등이 주된 증상이다. 초기에는 구취와 입술, 혀, 뺨의 점막에 수포가 생겨 음식을 먹기 어려워지며 비염, 코피, 구내염, 요도염이 발생한다. 대부분은 얼굴, 손, 발등 에 수포성, 출혈성 발진, 폐렴과 위장관에 이상이 생긴다. Nicolsky sign, 즉 피부가 허물허물하게 뱀 허물 벗듯이 벗겨지는 현상이 생긴다. 장기의 손상과 실명을 초래할 수도 있다.

## 치료
- 대량 스테로이드
- 화상과 같은 치료
- 대증요법